# Gortyna lappae
Gortyna lappae är en fjärilsart som beskrevs av Donovan 1801. Gortyna lappae ingår i släktet Gortyna och familjen nattflyn. Inga underarter finns listade i Catalogue of Life.